# Antoni Gelabert Amengual
Antoni Gelabert Amengual (Santa Maria del Camí, 7 de setembre de 1921 - Palma, 13 de desembre de 1956) va ser un ciclista mallorquí que fou professional entre 1946 i 1956. Durant la seva carrera professional aconseguí 18 victòries, entre les quals destaquen dos campionats d'Espanya de ciclisme, una Volta a Catalunya (1950) i 3 etapes a la Volta a Espanya. Morí el 13 de desembre de 1956 en un accident de cotxe al coll de Sóller quan seguia una carrera ciclista.

## Palmarès[3]
- 1940
  - Aconsegueix el seu primer trofeu dins la pista de Llucmajor
  - A unes proves organitzades a Santa Maria del Camí es proclama campió local
- 1946
  - 2n al Campionat d'Espanya d'independents
  - 3r a la Volta a Mallorca
  - 2n al Trofeu Jaumendreu
- 1947
  - 2n Campionat d'Espanya de ciclisme en ruta masculí
  - 1r Campionat de Catalunya de muntanya
  - 1r Campionat de Terrassa
  - Vencedor d'una etapa de la Volta a Catalunya
- 1948
  - 2n al Campionat d'Espanya per regions, amb Miquel Gual i Bernat Capó
  - 3r a la Volta a Mallorca
- 1949
  - 1r al Trofeu Jaumendreu
  - 1r a la Volta a Alacant
  - 1r a la Vuelta a los Puertos
  - 1r a la Volta a Alacant
  - 1r Gran Premi d'Andalusia
- 1950
  -  Campió d'Espanya en ruta
  -  1r a la Volta a Catalunya i vencedor de 2 etapes
  - Vencedor de 2 etapes a la Volta a Espanya
  - Proclamat "Millor ciclista espanyol" de 1950
- 1951
  - Vencedor 2 etapes de la Volta a Catalunya
  - 2n a la Vuelta a los Puertos
- 1952
  -  Campió d'Espanya de Muntanya
  - 1r de la Volta a Mallorca
  - 1r de la Volta a Castella
  - 1r al Circuit de Pamplona
  - 1r de la Clásica a los Puertos
  - 1r al Gran Premi Pascuas
  - 1r Trofeu Penya Capó darrere moto (entrenat per Guillem Dolç)
  - Vencedor d'una etapa de la Volta a Catalunya
- 1953
  - 1r a la Volta a Astúries
- 1954
  - Vencedor d'una etapa de la Volta a Llevant
- 1955
  -  Campió d'Espanya en ruta
  - Vencedor d'una etapa de la Volta a Espanya
  - Vencedor d'una etapa de la Bicicleta Eibarresa
- 1956
  - 1r de la Volta als Pirineus
  - 1r Trofeu Urgellet

### Resultats a la Volta a Espanya
- 1948. 17è de la classificació general
- 1950. 9è de la classificació general. Vencedor de 2 etapes
- 1955. 20è de la classificació general. Vencedor d'una etapa

### Resultats al Tour de França
- 1952. 10è de la classificació general. 2n del Gran Premi de la Muntanya
- 1953. 48è de la classificació general
- 1955. Abandona (17a etapa)

### Resultats al Giro d'Itàlia
- 1955. 46è de la classificació general